# Burmeistera sylvicola
Burmeistera sylvicola är en klockväxtart som beskrevs av Alexander Zahlbruckner. Burmeistera sylvicola ingår i släktet Burmeistera och familjen klockväxter.
Artens utbredningsområde är Colombia. Inga underarter finns listade i Catalogue of Life.